# Megachile cordata
Megachile cordata är en biart som beskrevs av Smith 1879. Megachile cordata ingår i släktet tapetserarbin, och familjen buksamlarbin. Inga underarter finns listade i Catalogue of Life.